# Dicranophorus proclestes
Dicranophorus proclestes är en hjuldjursart som beskrevs av Harry K. Harring och Myers 1928. Dicranophorus proclestes ingår i släktet Dicranophorus och familjen Dicranophoridae. Inga underarter finns listade i Catalogue of Life.